# 吉姆·帕森斯
詹姆斯·约瑟夫·“吉姆”·帕森斯（英語：James Joseph "Jim" Parsons，1973年3月24日—），美国男演员。他扮演的最为人熟知的角色是CBS电视台情景喜剧《生活大爆炸》中的谢尔顿·库珀博士。在这部连续剧中，他的表现常常被评价为该剧成功的重要原因。他出色的表演为他赢得了多项大奖，包括美国电视评论家协会授予的喜剧界最高个人成就奖、美国广播工作者协会因他在艺术中的卓越性突破授予的电视主席奖、连续两届艾美奖喜剧系列优秀男主角奖、五年內豪奪四屆艾美獎喜劇系列優秀男主角獎以及电视连续剧音乐剧或喜剧中最佳演员金球奖。2014年再度以《生活大爆炸》獲得第66屆艾美獎喜劇類最佳男主角。

## 早年生活
帕森斯出生于美国德克萨斯州休斯顿，并且在那里成长。他是兩個孩子中的老大。从他六岁时在校园剧《大象之子》（The Elephant's Child）扮演Kola-Kola鸟这一角色开始，就注定他将以演员为业。年幼的帕森斯受情景喜剧的影响很大，特别是《三人行》、《天才家庭》（Family Ties）和《考斯比一家》这三部对他起了很大的作用。他曾就读于位于休斯顿北郊的克莱因橡树高中（Klein Oak High School）。高中三年级时，他对《Noises Off》中的一个他演过角色表示“我完完全全和这个角色相容，并且我开始懂得在舞台上要诚实意味着什么。”
高中毕业后，帕森斯到了休斯顿大学并取得了學士学位。他在这段时间贡献了相当多的作品，三年内参加了17场戏剧。他也是Infernal Bridegroom制作公司的创始人之一，并且经常在Stages Repertory剧场出演。帕森斯1999年被圣地亚哥大学作为研究生录取。他曾是被选入古典剧院两年特别培训的七名学生之一，这门课程与老环球剧院有伙伴关系。节目导演Rick Seer回忆他关于对帕森斯去留决定的问题时说，“吉姆是一位具有鲜明个性的演员。他具有很强的独创性，这也是他成功的原因。但当时我们也有我们的担忧啊，我曾想过‘这（他的表演风格）对于古典剧场合适吗？对我们正进行的这种训练合适吗？’但最终还是认为，他太有天分了，给他个机会，让他发挥看看吧。”帕森斯对学校的生活感到很享受，他曾告诉一名记者，如果可能的话他还想攻读表演艺术博士学位，并说：“学校太有安全感了！⋯⋯经常我都会感受到惊奇，因为在学校我能施展各种能耐。”帕森斯于2001年毕业，随后搬家到了纽约。

## 职业生涯
在纽约，帕森斯在百老汇音乐剧做表演工作，并在多个电视节目中出镜。2003年的一则受到广泛讨论的广告《Quiznos》中，帕森斯饰演了一个被狼养大的人。他在电视节目《Judging Amy》中担任了一个常设角色并且出演电视连续剧《Ed》。帕森斯也在几部电影中出演过小角色，包括《Garden State》和《School for Scoundrels》。
帕森斯估计他已经为15到30部电视节目试镜。很多情况下，他一出现，这个节目就找不到电视台想要购买了。但是，《生活大爆炸》一剧則是一个例外。在看过试播集的剧本后，帕森斯感到，谢尔顿·库珀这个角色会非常适合他。尽管帕森斯并没有感觉到他与这个角色有多大关联，但是他还是对这种对话模式着迷。他说，编剧们“非常巧妙地使用我们平常不认识的单词來創造出台词的韵律，这一点抓住了我的感觉。這是一次能和台词共舞的机会，并且持續到了现在。”
在他的试镜中，帕森斯的表演给编剧查克·洛尔留下深刻印象，以至于查克·洛尔坚持要帕森斯试镜第二次，看看他能不能再次重現这么好的表演。帕森斯赢得了这个“没有任何社交能力，習慣性鄙視他的神经质书呆子朋友及对门美女服务员的天才物理学家”的角色，这个角色要求帕森斯“马不停蹄地一行一行地念出这种紧紧压缩的节奏感强的文字，并在话音完结的空白处做出臉部和身体上的各种表演。”帕森斯非常感谢他在圣地亚哥大学的训练，这带给他攻下谢尔顿台词的能力。
电视评论家Andrew Dansby认为，帕森斯的喜剧表演可以同巴斯特·基顿和其他默剧影星相提并论。查克·洛尔也非常赞扬帕森斯的能力，说“這是教不出来的。”查克·洛尔将帕森斯“对他身体每一部分的精妙控制”形容为“极具灵感的”。评论家Lewis Beale曾这样形容帕森斯的表演，“看上去角色和演员简直就是同一个人。”帕森斯也坦言，这份工作确实比我想像的要付出得多很多。但这也是它的乐趣所在。
2009年8月，帕森斯获得電視評論家協會的喜剧界个人成就奖，打败了亚历克·鲍德温、蒂娜·菲、史蒂夫·加瑞尔以及尼尔·帕特里克·哈里斯他在2009年和2010年收到艾美奖提名，并且在2010年获得了喜剧系列杰出主要演员奖2010年9月，帕森斯和他的同事约翰尼·盖尔克奇以及凯莉·库柯签下了新合约，这为他们保证了《生活大爆炸》第四季中二十万美元一集的收入，外加后面三季可观的薪资增长。这三个人也将因此获得这部戏的收入分成。2011年1月，帕森斯获得了电视剧最佳演员金球奖（喜剧），该奖由他的同事凯莉·库柯颁发。
2011年，帕森斯同積·伯克、奧雲·韋遜、史提夫·馬田（Steve Martin）以及拉什·达琼斯（Rashida Jones）一起在喜剧电影《观鸟大年》（The Big Year）演出，该片于2011年10月上映。同年夏天，他在最新的提线木偶系列作品《慈善星輝布公仔》中，以Walter的人类形象出现。
2012年5月，他在百老汇舞台剧《哈维》（Harvey）的复演中出演Elwood P. Dowd这一角色。
2013年，帕森斯再次憑藉《生活大爆炸》拿下艾美獎喜劇類最佳男主角，這已是他第三度獲得這個獎項。2014年艾美獎，帕森斯再次獲得喜劇類最佳男主角，平了該獎項之歷史紀錄（以同一角色獲得四座艾美喜劇類男主角獎），並達成於五年內奪四座獎之傳奇。
2014年，CBS一口氣續訂3季《生活大爆炸》，主要演員群亦獲得新合約。其中，帕森斯與同事约翰尼·盖尔克奇以及凯莉·库柯的酬勞，從每集10萬美元提升到每集100萬美元，並爭取到該劇收視1%的分紅獎金。除了《生活大爆炸》帕森斯也參與了其他作品演出，更與英特爾（Intel）簽訂了代言協議。高片酬加上代言費與其他作品收入，使帕森斯截至2017年止已兩度蟬聯全球收入最高電視演員冠軍。
值得一提的是，在2015年與2016年富比世公佈的收入排名中，不只帕森斯穩坐電視演員之冠，他與其他《生活大爆炸》同事，更包辦了男演員收入前四名，排名一至四名為：吉姆·帕森斯、约翰尼·盖尔克奇、西蒙·黑爾貝格、昆瑙·內亞；凯莉·库柯則為女電視演員2015年收入冠軍與2016女電視演員收入亞軍。

## 个人生活
帕森斯家住美国洛杉矶及紐約的葛莱美西公园附近。其父死於2001年4月29日的一場車禍。
他的爱好包括弹钢琴、看运动比赛（尤其是网球、棒球和篮球）。
2017年5月13日帕森斯和男友托德·斯派沃克在纽约结婚。

## 作品列表

### 電影
| 年份 | 電影名                                  | 角色                          | 註釋        |
| ---- | --------------------------------------- | ----------------------------- | ----------- |
| 2003 | 《快樂結局》(Happy End(2003))           | 演員助理                      |             |
| 2004 | 《情歸新澤西》(Garden State)            | 蒂姆（Tim）                   |             |
| 2005 | The King's Inn                          | Sidney                        |             |
| 2005 | 《巨大的惊喜》(The Great New Wonderful) | 贾斯汀（Justin）              |             |
| 2005 | Heights                                 | 奥利弗（Oliver）              |             |
| 2006 | 《10件或更少》(10 Items or Less)        | 接待员                        |             |
| 2006 | 《噱头大王》(School for Scoundrels)     | 同班同学                      | 客串        |
| 2007 | 《与犹大同行》(On the Road with Judas)  | Jimmy Pea                     |             |
| 2007 | 《伊甸园的园丁》(Gardener of Eden)      | Spim                          |             |
| 2011 | 《观鸟大年》(The Big Year)              | Crane                         |             |
| 2011 | 《布偶秀大电影》(The Muppets)           | Walter 的人类                 |             |
| 2012 | 《日落故事》(Sunset Stories)            | Prince                        |             |
| 2014 | 《心在彼处》(Wish I Was Here)           |                               |             |
| 2014 | 《平常心》(The Normal Heart)            | Tommy Boatwright              | HBO电视电影 |
| 2015 | 《疯狂外星人》(Home)                    | Oh                            | 动画配音    |
| 2015 | 《冥視》(Visions)                       | 麥席森醫生                    |             |
| 2017 | 《關鍵少數》(Hidden Figures)            | 保羅‧史塔佛 （Paul Stafford） |             |
| 2018 | 《A Kid Like Jake》                     | Greg Wheeler                  |             |
| 2019 | 《極端邪惡》                            | Larry Simpson                 |             |
| 2020 | 《男孩夜派對》(The boys in the band)    | Michael                       |             |
| 2022 | 《劇透警報》(Spoiler Alert (film))      | Michael Ausiello              |             |
| 2025 | 《动物庄园》(Animal Farm (2025 film))   |                               | Voice       |

### 电视
| 年份      | 作品名                                          | 角色                           | 注释                                                                |
| --------- | ----------------------------------------------- | ------------------------------ | ------------------------------------------------------------------- |
| 2002      | Ed                                              | Chet                           | 在《The Road》一集中                                                |
| 2003      | Why Blitt?                                      | Mike                           | 在试播集中                                                          |
| 2004      | Taste                                           | Kris                           | 在试播集中                                                          |
| 2004–2005 | Judging Amy                                     | Rob Holbrook                   | 共出演7集                                                           |
| 2007–2019 | 生活大爆炸（The Big Bang Theory）               | Sheldon Cooper                 |                                                                     |
| 2009      | 居家男人(Family Guy)                            | Sheldon Cooper                 | 在《Business Guy》一集中                                            |
| 2010      | Glenn Martin, DDS                               | Draven                         | 在《Jackie's Get-Witch-Quick Scheme》一集中                         |
| 2011      | Q版大英雄(The Super Hero Squad Show)            | Nightmare                      | 在《Blind Rage Knows No Color》一集中                               |
| 2011      | 爱卡莉（iCarly）                                | Caleb                          | 在《iLost My Mind》一集中                                           |
| 2011      | 靈異之城(Eureka)                                | Jeep/Carl （声音出演）         | 在《Do You See What I See》一集中                                   |
| 2011      | Pound Puppies                                   | Milton Feltwaddle （声音出演） | 在《"Toyoshiko! Bark Friend Machine"》《"McLeish Unleashed"》兩集中 |
| 2012      | The High Fructose Adventures of Annoying Orange | Henry Applesauce （声音出演）  | 在《Generic Holiday Special》一集中                                 |
| 2012      | 冒險王奇克(Kick Buttowski: Suburban Daredevil)  | Larry Wilder （声音出演）      | 在《Jock Wilder’s Nature Camp》一集中                               |
| 2017–2024 | 少年謝爾頓（Young Sheldon）                     | 谢尔顿·库珀（旁白）            |                                                                     |
| 2020      | 好萊塢（Hollywood）                             | 亨利·威爾森                    |                                                                     |
| 2021      | 舞台劇（staged）                                | 吉姆·帕森斯                    | 在第二季第6集中                                                     |

### 音乐电视
| 年份 | 作品名                                     | 角色   | 注释                                 |
| ---- | ------------------------------------------ | ------ | ------------------------------------ |
| 2010 | "Up 2 You + Me" Featuring Jim Parsons (MV) | 他自己 | Stand Up To Cancer (SU2C) Initiative |

## 获奖和提名
| 年份 | 结果 | 分类                                                                                          | 颁奖晚会                             |
| ---- | ---- | --------------------------------------------------------------------------------------------- | ------------------------------------ |
| 2008 | 提名 | 喜剧类最佳男主角（Best Actor in a Comedy Series）                                             | Ewwy Awards                          |
| 2009 | 提名 | 喜剧类最佳男主角（Outstanding Lead Actor in a Comedy Series）                                 | 第61屆艾美獎                         |
| 2009 | 獲獎 | 喜剧个人成就奖（Individual Achievement in Comedy）                                            | 電視評論家協會獎                     |
| 2009 | 提名 | 喜剧或音乐剧最佳演员（Best Actor in a Comedy or Musical Series）                              | Satellite Awards                     |
| 2010 | 提名 | 人民喜爱电视喜剧演员（Favorite TV Comedy Actor）                                              | 第36屆全美民選獎                     |
| 2010 | 提名 | 喜剧个人成就奖（Individual Achievement in Comedy）                                            | 電視評論家協會獎                     |
| 2010 | 提名 | 电视演员之选（喜剧）（Choice TV Actor: Comedy）                                               | 青少年选择奖                         |
| 2010 | 獲獎 | 喜剧杰出主演（Outstanding Lead Actor In a Comedy Series）                                     | 第62屆艾美獎                         |
| 2010 | 提名 | 喜剧或音乐剧最佳演员（Best Actor in a Comedy or Musical Series）                              | Satellite Awards                     |
| 2011 | 提名 | 人民喜爱电视喜剧演员（Favorite TV Comedy Actor）                                              | 第37屆全美民選獎                     |
| 2011 | 獲獎 | 最佳演员（电视连续剧、音乐剧或喜剧）（Best Actor - Television Series - Musical or Comedy）    | 第68屆金球獎                         |
| 2011 | 獲獎 | 喜剧类最佳男主角（Outstanding Lead Actor In a Comedy Series）                                 | 第63屆艾美獎                         |
| 2011 | 獲獎 | 喜剧最佳演员（Best Actor in a Comedy Series）                                                 | Critics' Choice Television Awards    |
| 2012 | 提名 | 人民喜爱的电视喜剧演员（Favorite TV Comedy Actor）                                            | 第38屆全美民選獎                     |
| 2012 | 提名 | 喜剧个人成就奖（Individual Achievement in Comedy）                                            | 電視評論家協會獎                     |
| 2012 | 提名 | 喜剧类最佳男主角（Outstanding Lead Actor In a Comedy Series）                                 | 第64屆艾美獎                         |
| 2012 | 提名 | 電視喜劇類最佳集體演出（Outstanding Performance by an Ensemble in a Comedy Series）           | 第18屆美國演員工會獎                 |
| 2012 | 提名 | 喜剧或音乐剧最佳演员（Best Actor in a Comedy or Musical Series）                              | Satellite Awards                     |
| 2013 | 提名 | 人民喜爱的电视喜剧演员（Favorite TV Comedy Actor）                                            | 第39屆全美民選獎                     |
| 2013 | 獲獎 | 喜剧类最佳男主角（Outstanding Lead Actor In a Comedy Series）                                 | 第65屆艾美獎                         |
| 2013 | 提名 | 最佳演员（电视连续剧、音乐剧或喜剧）（Best Actor - Television Series - Musical or Comedy）    | 第70屆金球獎                         |
| 2013 | 提名 | 電視喜劇類最佳男演員（Outstanding Performance by a Male Actor in a Comedy Series）            | 第19屆美國演員工會獎                 |
| 2013 | 提名 | 電視喜劇類最佳集體演出（Outstanding Performance by an Ensemble in a Comedy Series）           | 第19屆美國演員工會獎                 |
| 2013 | 提名 | 喜剧或音乐剧最佳演员（Best Actor in a Comedy or Musical Series）                              | Satellite Awards                     |
| 2014 | 提名 | 最佳演员（电视连续剧、音乐剧或喜剧）（Best Actor - Television Series - Musical or Comedy）    | 第71屆金球獎                         |
| 2014 | 獲獎 | 喜剧类最佳男主角（Outstanding Lead Actor In a Comedy Series）                                 | 第66屆艾美獎                         |
| 2014 | 提名 | 迷你電視系列劇或電視電影最佳男配角（Outstanding Supporting Actor in a Miniseries or a Movie） | 第66屆艾美獎                         |
| 2014 | 提名 | 電視喜劇類最佳男演員（Outstanding Performance by a Male Actor in a Comedy Series）            | 第20屆美國演員工會獎                 |
| 2014 | 提名 | 電視喜劇類最佳集體演出（Outstanding Performance by an Ensemble in a Comedy Series）           | 第20屆美國演員工會獎                 |
| 2014 | 獲獎 | 喜剧最佳演员（Best Actor in a Comedy Series）                                                 | Critics' Choice Television Awards    |
| 2014 | 提名 | 电视演员之选（喜剧）（Choice TV Actor: Comedy）                                               | 青少年选择奖                         |
| 2014 | 獲獎 | 喜剧最佳演员（Best Actor in a Comedy Series）                                                 | Online Film & Television Association |
| 2014 | 提名 | 迷你電視系列劇或電視電影最佳男配角（Best Supporting Actor in a Motion Picture or Miniseries） | Online Film & Television Association |
| 2014 | 提名 | 人民喜爱的电视喜剧演员（Favorite TV Comedy Actor）                                            | 第40屆全美民選獎                     |
| 2014 | 提名 | 喜剧或音乐剧最佳演员（Best Actor in a Comedy or Musical Series）                              | Satellite Awards                     |
| 2015 | 提名 | 人民喜爱的电视喜剧演员（Favorite TV Comedy Actor）                                            | 第41屆全美民選獎                     |
| 2015 | 提名 | 電視喜劇類最佳男演員（Outstanding Performance by a Male Actor in a Comedy Series）            | 第21屆美國演員工會獎                 |
| 2015 | 提名 | 電視喜劇類最佳集體演出（Outstanding Performance by an Ensemble in a Comedy Series）           | 第21屆美國演員工會獎                 |
| 2015 | 提名 | 最受歡迎電視演員（Favorite TV Actor）                                                         | 兒童票選獎                           |
| 2015 | 提名 | 电视演员之选（喜剧）（Choice TV Actor: Comedy）                                               | 青少年选择奖                         |
| 2016 | 獲獎 | 人民喜爱的电视喜剧演员（Favorite TV Comedy Actor）                                            | 第42屆全美民選獎                     |
| 2016 | 提名 | 電視喜劇類最佳男演員（Outstanding Performance by a Male Actor in a Comedy Series）            | 第22屆美國演員工會獎                 |
| 2016 | 提名 | 電視喜劇類最佳集體演出（Outstanding Performance by an Ensemble in a Comedy Series）           | 第22屆美國演員工會獎                 |
| 2016 | 獲獎 | 最受歡迎電視男明星（Favorite Male TV Star – Family Show）                                     | 兒童票選獎                           |
| 2016 | 提名 | 最受歡迎動畫電影配音（Favorite Voice from an Animated Movie）                                 | 兒童票選獎                           |
| 2017 | 獲獎 | 人民喜爱的电视喜剧演员（Favorite TV Comedy Actor）                                            | 第43屆全美民選獎                     |
| 2017 | 提名 | 電視喜劇類最佳集體演出（Outstanding Performance by an Ensemble in a Comedy Series）           | 第23屆美國演員工會獎                 |
| 2017 | 獲獎 | 最佳集體演出（Outstanding Performance by a Cast in a Motion Picture）                         | 第23屆美國演員工會獎                 |
| 2017 | 獲獎 | 最佳群體演出─電影類（Best Ensemble – Motion Picture）                                         | Satellite Awards                     |
| 2017 | 獲獎 | 最佳群體演出獎（Ensemble Cast Award）                                                         | 2017棕櫚泉國際電影節                 |